# Esteban Ocon
Esteban Ocon, francoski dirkač, * 17. september 1996, Évreux, Francija.
Ocon je v sezoni 2015 nastopal v seriji GP3 in osvojil naslov prvaka. V sezoni 2014 je bil tudi testni dirkač moštva Lotus F1, v sezoni 2015 pa pri moštvu Force India. V sezoni 2016 je debitiral v Formuli 1 v moštvu MRT-Mercedes, ko je sredi sezone zamenjal Ria Haryanta.

## Rezultati Formule 1
(legenda) (odebeljene dirke pomenijo najboljši štartni položaj, poševne pa najhitrejši krog, †-uvrščen kljub odstopu)
| Leto | Moštvo                           | Šasija            | Motor                           | 1      | 2      | 3      | 4       | 5       | 6      | 7     | 8       | 9     | 10    | 11     | 12     | 13     | 14     | 15      | 16     | 17     | 18      | 19      | 20     | 21      | Prv | Toč |
| ---- | -------------------------------- | ----------------- | ------------------------------- | ------ | ------ | ------ | ------- | ------- | ------ | ----- | ------- | ----- | ----- | ------ | ------ | ------ | ------ | ------- | ------ | ------ | ------- | ------- | ------ | ------- | --- | --- |
| 2014 | Lotus F1 Team                    | Lotus E22         | Renault Energy F1-2014 1.6 V6 t | AVS    | MAL    | BAH    | KIT     | ŠPA     | MON    | KAN   | AVT     | VB    | NEM   | MAD    | BEL    | ITA    | SIN    | JAP     | RUS    | ZDA    | BRA     | ABU TD  |        |         | –   | –   |
| 2016 | Renault Sport F1 Team            | Renault RS16      | Renault RE16 1.6 V6 t           | AVS    | BAH    | KIT    | RUS     | ŠPA TD  | MON    | KAN   | EU      | AVT   | VB TD | MAD TD | NEM TD |        |        |         |        |        |         |         |        |         | 23. | 0   |
| 2016 | Manor Racing MRT                 | Manor MRT05       | Mercedes PU106C Hybrid 1.6 V6 t |        |        |        |         |         |        |       |         |       |       |        |        | BEL 16 | ITA 18 | SIN 18  | MAL 16 | JAP 21 | ZDA 18  | MEH 21  | BRA 12 | ABU 13  | 23. | 0   |
| 2017 | Sahara Force India F1 Team       | Force India VJM10 | Mercedes M08 EQ Power+ 1.6 V6 t | AVS 10 | KIT 10 | BAH 10 | RUS 7   | ŠPA 5   | MON 12 | KAN 6 | AZE 6   | AVT 8 | VB 8  | MAD 9  | BEL 9  | ITA 6  | SIN 10 | MAL 10  | JAP 6  | ZDA 6  | MEH 5   | BRA Ret | ABU 8  |         | 8.  | 87  |
| 2018 | Sahara Force India F1 Team       | Force India VJM11 | Mercedes M09 EQ Power+ 1.6 V6 t | AVS 12 | BAH 10 | KIT 11 | AZE Ret | ŠPA Ret | MON 6  | KAN 9 | FRA Ret | AVT 6 | VB 7  | NEM 8  | MAD 13 |        |        |         |        |        |         |         |        |         | 12. | 49  |
| 2018 | Racing Point Force India F1 Team | Force India VJM11 | Mercedes M09 EQ Power+ 1.6 V6 t |        |        |        |         |         |        |       |         |       |       |        |        | BEL 6  | ITA 6  | SIN Ret | RUS 9  | JAP 9  | ZDA DSQ | MEH 11  | BRA 14 | ABU Ret | 12. | 49  |